# Sio (fumettista)
Sio, pseudonimo di Simone Albrigi (Verona, 8 ottobre 1988), è un fumettista e youtuber italiano.

## Biografia

### Gioventù e primi anni
Nato a Verona, originario di Montorio Veronese , frequenta il Liceo Scientifico Galileo Galilei, seguendo la sperimentazione scientifico-tecnologica, successivamente si laurea in Lingue orientali presso l'Università Ca' Foscari di Venezia. Risiede per tre anni a Sapporo (Giappone), insegnando italiano e inglese.

### Il passaggio a Shockdom
Appassionatosi ai fumetti dall'età di 8 anni, Sio debutta nel campo autoproducendo alcuni numeri di un fumetto sulle avventure inventate e con solo scopo comico di un personaggio simile a un rotolo di carta igenica, l'Uomo Scottecs. Nel 2006 entra a far parte di Shockdom dove gestisce il mixer di webcomic chiamato Scottecs Comics (della quale nel 2012 apre la versione in lingua inglese), pubblicando sulla piattaforma denominata prima Open Shockdom e successivamente modificata in Webcomics.it. Sempre con Shockdom pubblica i volumi Tutto Scottecs (2008) e Tutto Scottecs 2 (2009), mentre un terzo volume, intitolato però ironicamente Tutto Scottecs 4, uscirà solo tre anni dopo nel 2012. Nel settembre 2013 viene pubblicata una raccolta di questi tre volumi, più alcuni inediti, dal titolo Tutto Tutto Scottecs.

## Carriera

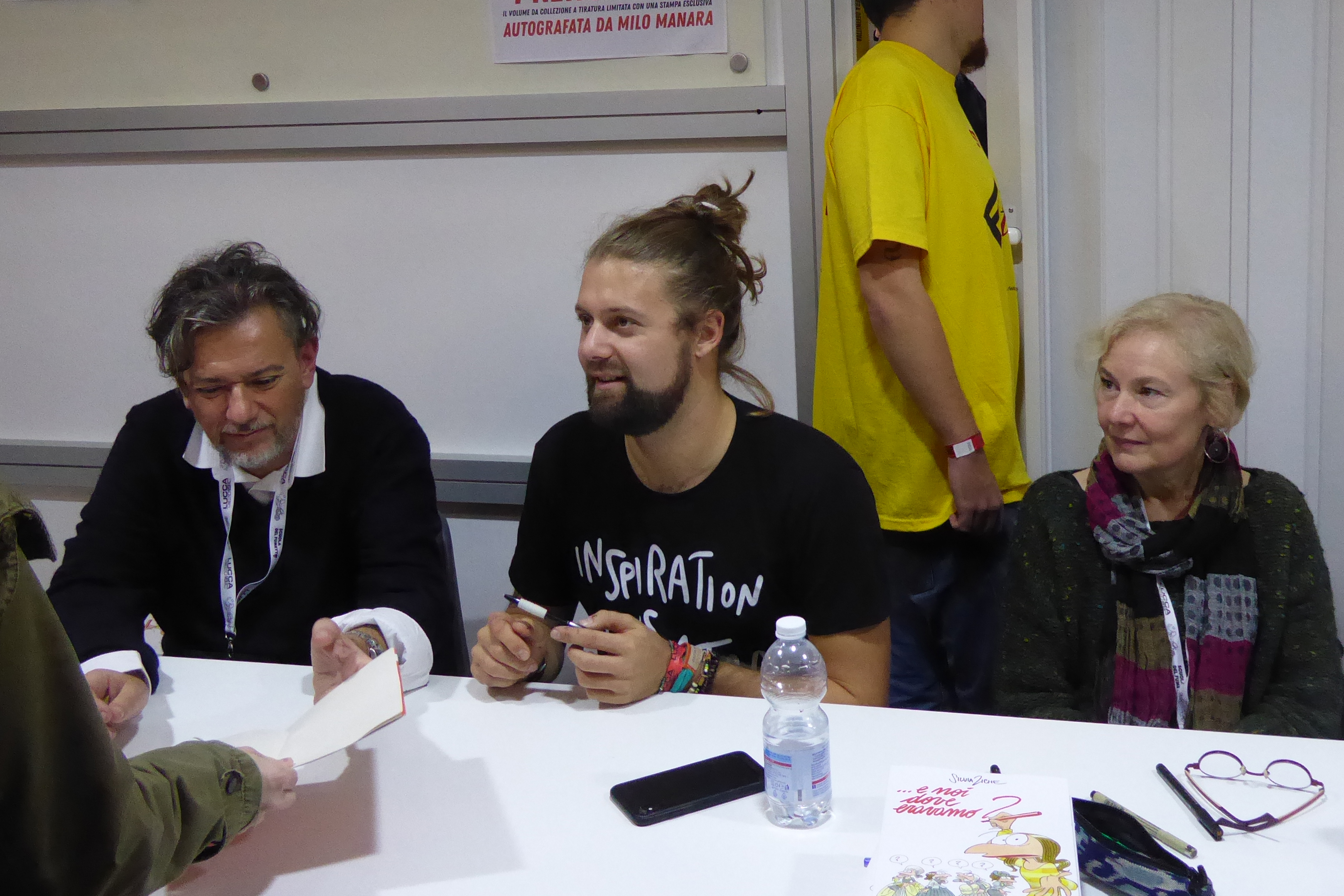
Sio con Tito Faraci e Silvia Ziche al Lucca Comics & Games 2018

Dal 2011 è sempre presente al Lucca Comics & Games e nel 2013 vi ha partecipato in videochat dal Giappone, disegnando trenta strisce di fumetti in trenta minuti. Nel 2012 ha pubblicato il primo video sul proprio canale YouTube, mentre nel mese di febbraio 2013 ha contribuito alla realizzazione della prima stagione della serie Fiabe brevi che finiscono malissimo, scritte da Francesco Muzzopappa e disegnate e raccontate dallo stesso Sio. La seconda stagione è stata invece pubblicata nel corso del 2014.
Nel 2014 realizza il videoclip ufficiale del brano Questo è un grande Paese de Lo Stato Sociale, contenuto nell'album L'Italia peggiore. Ha collaborato in più occasioni con Giacomo Bevilacqua, autore di A Panda piace, contribuendo regolarmente alla serie A Panda piace l'avventura a partire dal quinto volume e, con diversi noti autori italiani, al volume A Panda piace fare i fumetti degli altri (e viceversa). In dicembre Sio realizza un video per il brano Luigi il pugilista dell'album L'album biango di Elio e le Storie Tese.
Il 5 febbraio 2015 esce nelle edicole il primo numero della rivista Scottecs Megazine, edita da Shockdom con periodicità trimestrale. La prima uscita ottiene un discreto successo, rendendo subito necessaria una ristampa e arrivando a vendere oltre 50 000 copie. Ha fatto inoltre da doppiatore nella miniserie televisiva Over the Garden Wall - Avventura nella foresta dei misteri, prestando la voce ai protagonisti Wirt e Greg. Nel giugno ha collaborato nuovamente con Lo Stato Sociale, realizzando il video L'invenzione dei piedi - Dr. Culocane con Lo Stato Sociale, mentre nel settembre 2015 realizza un altro video per Elio e le Storie Tese, questa volta per il singolo Il primo giorno di scuola.
Nell'agosto 2015 viene annunciato da Panini Comics l'inizio della collaborazione di Sio con il periodico Topolino della Disney. In occasione del Lucca Comics & Games 2015 viene presentato in anteprima l'albo speciale Topolino incontra Sio, in uscita il 12 novembre, che contiene un contributo di Tito Faraci e due storie: la prima, dal titolo Topolino e l'inseguimento a incastro, presente in due versioni, ovvero lo storyboard disegnato da Sio e la versione definitiva disegnata da Corrado Mastantuono; e la seconda dal titolo Zio Paperone e la monetona nel paese dei Talpuri, presente solo in versione storyboard e ripubblicata successivamente su Topolino n. 3141 disegnata da Stefano Intini. Su Topolino sono uscite anche altre cinque storie sceneggiate da lui: Zio Paperone e non mi ricordo più come finiva il titolo e Superpippo e il fraintendibile suono vocalico, pubblicate su Topolino n. 3127 con disegni di Silvia Ziche per la prima e di Stefano Intini per la seconda, Paperoga e il pupazzo di neve ubiquo, Pippo e la pentacicletta e Topolino e la spada di ghiacciolo (pubblicata sul numero 3179 con i disegni di Silvia Ziche).
Nell'ottobre del 2016, in collaborazione con Tito Faraci, esce Le entusiasmanti avventure di Max Middlestone e del suo cane alto trecento metri, edito da Feltrinelli Editore. Nel settembre 2018 una seconda collaborazione tra i due autori porta alla pubblicazione di Il pesce di lana e altre storie abbastanza belle (alcune anche molto belle, non tante, solo alcune) di Maryjane J. Jayne. Il 12 ottobre 2017 esce Bruco Gianluco, canzone pubblicata con lo pseudonimo di Gior Giovanni. In seguito Sio ha collaborato con il vero Giorgio Vanni facendogli incidere una nuova versione ricantata da lui, pubblicata l'8 maggio dell'anno successivo. Disegna e scrive le famose battute sul gelato prodotto dall'Algida "Cucciolone".
Il 10 gennaio 2019 diventa padre di un bambino, di cui non rivela il nome né l'identità della madre. Il 30 maggio dello stesso anno viene pubblicato Super Cane Magic ZERO - Legend of the Cane Cane, il suo videogioco in collaborazione con Studio Evil.
Dal 2018 cura per Comix la linea di diari "Scomix".
Nel 2018, insieme a Lorenzo "Lorro" Civolari e Nicola "Nick" Bernardi, crea "Power Pizza Podcast" (aka: PPP); un podcast settimanale che tratta videogiochi, fumetti, film e altri media. Insieme ai sopracitati co-host viene nominato alla prima edizione degli Italian Podcast Awards de "Il pod" tenutasi nel 2022 nella categoria Miglior Podcast Talk con "The Gam3", un podcast di recensioni realizzato per Storytel.

### La nascita di Gigaciao
Il 31 ottobre 2022, insieme a Fraffrog, Dado e Giacomo Bevilacqua, crea la casa editrice Gigaciao e tra dicembre 2022 e maggio 2023 carica su YouTube tre cortometraggi animati di Mega Tree Majokko, un fumetto apparso per la prima volta sulla rivista Scottecs Gigazine nel 2020. Il 24 aprile 2023 annuncia l'interruzione definitiva della rivista dopo 8 anni, mentre due giorni dopo annuncia il nuovo mensile Scottecs Gigazine che andrà a sostituirla, edito da Gigaciao e a cui lavoreranno gli stessi fumettisti. Il primo numero della nuova raccolta a fumetti è stato pubblicato il 5 luglio 2023.

## Opere

### Scottecs
Serie regolari
- Scottecs Megazine, 33 albi, Shockdom (2015-2023)
- Shonen Ciao, 7 albi, Shockdom (2020-2023)
- Evviva!, con Daw e Dottor Pira, 7 albi, Shockdom (2021-2023)
- Scottecs Gigazine, 25 albi, Gigaciao (2023-in corso)

Raccolte di strisce
- Tutto Scottecs, 3 volumi, Shockdom (2008-2012)
  - Tutto Tutto Scottecs, Shockdom (2013)
- Questo è un libro con i fumetti di Sio, 3 volumi, Shockdom (2014-2016)
- Evviva che bello!, 8 volumi, Shockdom (2017-2022) e Gigaciao (2023-in corso)

### Volumi monografici
- I Treccani, con Albo e Gaunt Noir, Shockdom, 2013, ISBN 8-89-627-5156.
- unCOMMON:Stories, con Nicola Bernardi, Shockdom, 2015, ISBN 978-88-9627-561-0.
- Johnnyfer Jaypegg e il tesoro degli alieni commestibili, Panini Comics, 2016, ISBN 978-88-9124-682-0.
  -  Johnnyfer Jaypegg e il tesoro degli alieni commestibili coloratissimi, Gigaciao, 2024, ISBN 979-12-81502-14-7.
- Le entusiasmanti avventure di Max Middlestone e del suo cane alto trecento metri, con Tito Faraci, Feltrinelli, 2016, ISBN 978-88-0749-209-9.
- Tre Trighi Collection, con Bigio e Dado, 2017.[22]
- UnCOMMONWheels, collana LoL, con Nicola Bernardi, Shockdom, 2018, ISBN 978-88-9336-110-1.
  -  Giro de Il Giappone, collana Feltrinelli Comics, con Nicola Bernardi, Feltrinelli, 2024, ISBN 978-88-0755-159-8.
- Il pesce di lana e altre storie abbastanza belle (alcune anche molto belle, non tante, solo alcune) di Maryjane J. Jayne, collana Feltrinelli Comics, con Tito Faraci, Feltrinelli, 2018, ISBN 978-88-0755-006-5.
- Storiemigranti, collana Feltrinelli Comics, con Nicola Bernardi, Feltrinelli, 2019, ISBN 978-88-0755-022-5.
- Johnnyfer Jaypegg e il mistero dei tre corgi, Panini Comics, 2020, ISBN 978-88-9127-678-0.
- Lo chiamavano Scottecs. Un dialogo con Francesco Foti, collana Birrette, con Francesco Foti, People, 2021, ISBN 979-12-80105-95-0.
- Dragor Boh. Perfec Tedition, disegni di Dado, Shockdom, 2020, ISBN 978-88-9336-225-2.
- La bambina che voleva diventare un sasso, collana Feltrinelli Comics, Feltrinelli, 2021, ISBN 978-88-0755-091-1.

### Storie pubblicate su Topolino
- Superpippo e il fraintendibile suono vocalico, n. 3127, 8 ottobre 2015.
- Zio Paperone e non mi ricordo più come finiva il titolo, n. 3127, 8 ottobre 2015.
- Topolino e l’inseguimento a incastro, n. 3127, 8 ottobre 2015.
- Paperoga e il pupazzo di neve ubiquo, n. 3138, 13 gennaio 2016.
- Zio Paperone e la monetona nella Terra dei Talpuri, n. 3141, 3 febbraio 2016.
- Pippo e la pentacicletta, n. 3162, 29 giugno 2016.
- Topolino e la Spada di Ghiacciolo, n. 3179, 26 ottobre 2016.
- Nonna Papera in: Operazione Bluguette, n. 3213, 21 giugno 2017.
- Molti Personaggi (e un pinguino) in: la Scatola Misteriosa nel Luogo Misteriosissimo, n. 3219-3226, 2 agosto - 20 settembre 2017.
- Archimede e la macchina aggiustatutto, n. 3255, 11 aprile 2018.
- Gambadilegno e la rapina abbastanza remunerativa ma non troppo, n. 3271, 1º agosto 2018.
- Indiana Pipps e la leggenda di Uentshukumishiteu, n. 3284, 31 ottobre 2018.
- Gambadilegno e Trudy in: la giornata della cactacea, n. 3307, 10 aprile 2019.
- Paperino e il fortunato ritrovamento di un milione di dollari in spiaggia, n. 3326, 21 agosto 2019.

### Copertine
- Sergio Algozzino, Memorie a 8 bit, Tunuè, 2017, ISBN 978-88-6790-232-3. (copertina variant)
- Francesco Muzzopappa, Il primo disastroso libro di Matt, collana Le gemme, De Agostini, 2020, ISBN 978-88-5117-761-4.
- Francesco Muzzopappa, Il nuovo catastrofico libro di Matt, collana Le gemme, De Agostini, 2021, ISBN 978-88-5118-508-4.
- Thitaume, Bwaaaaaaaaaah, collana Astra, disegni di Romain Pujol, Star Comics, 2021, ISBN 978-88-2262-909-8. (copertina variant)

- Dado, Penelope, disegni di Savuland, SaldaPress, 2022, ISBN 979-12-54611-64-7. (copertina variant)
- Francesco Muzzopappa, Pianeta Terra chiama Matt, collana Le gemme, De Agostini, 2022, ISBN 979-12-21202-66-3.

### Altro
- Shockdom Speciale Natale 2013, collana LoL, Shockdom, dicembre 2013, ISBN 978-88-9627-514-6.
- Strisce, su Giacomo Bevilacqua, A Panda piace l'avventura, nn. 4–8, Panini Comics, giugno 2014-febbraio 2015.
- Storia senza titolo, su  Giacomo Bevilacqua, A Panda piace fare i fumetti degli altri (e viceversa), Panini Comics, 2014, ISBN 978-88-9120-954-2.
- Maschera Gialla contro Capitan Wasabi, su  Albo, Dado e Fubi, Maschera Gialla, collana LoL, n. 1, Shockdom, aprile 2015, ISBN 978-88-9627-527-6.
- Speciale! Topolino incontra Sio, con Corrado Mastantuono e Tito Faraci, Panini Comics, 12 novembre 2015.
- Il bambino dei Baskerville, in Grouchonomicon. Il libro maledetto delle risate, Sergio Bonelli Editore, 2017, ISBN 978-88-6961-227-5.
  -  Il bambino dei Baskerville, in Dylan Dog Color Fest, n. 36, Sergio Bonelli Editore, 2021.
- Ridi Paperoga, 4 volumi, Panini Comics, 2017.
- Case di carta, collana Birrette, con Zerocalcare e altri, People, 2020, ISBN 978-88-3208-999-8.
- Identiche diversità, con Pietro B. Zemelo e altri, Feltrinelli, 2021, ISBN 978-88-0755-079-9.
- Topolino Metal Edition, disegni di Silvia Ziche e altri, vol. 3, Panini Comics, 2021.
- Barbascura X e Luca Perri, La tempesta imperfetta. Viaggio nella mente di chi crede alle fake news: noi, De Agostini, 2022, ISBN 979-12-21202-64-9.
- Tutto un altro Lupo Alberto, con Silver e altri, Roma, Gigaciao, 2024, ISBN 979-12-81502-23-9.

## Discografia

### Album in studio
- 2018 – Passato di Jimmy Verdura
- 2022 – Il musical generico (con Nicolò Bertonelli e Fabio Antonelli)

### EP
- 2012 - il ballo dell'estate
- 2014 - Il ballo dell'estate Remix Megapower

### Singoli
- 2013 – Natale supermagico di felicità
- 2014 – La canzone della fine finale (strumentale)
- 2014 – La canzone dell'autocorrect dell'iPhone
- 2015 – Cheryl Grooce
- 2018 – Young Cagnolino- Bau Arf Arf Arf
- 2018 – Bruco Gianluco (feat. Giorgio Vanni)
- 2020 – La canzone del lavarsi le mani
- 2020 – Squalo piccolo (apparso nel video 7 ore di squali su YouTube)
- 2020 – Hamilton Medley
- 2020 – Nella vecchia fattoria 2
- 2022 – Estate al fiume
- 2023 – Cool Freezer (feat. Giorgio Vanni)
- 2023 – La tantaruga
- 2023 – Mi piace il climate change
- 2023 – Bruco Gianluco Z (con Fabio Antonelli)
- 2023 – Pollo
- 2024 – Unicottero (Apparso nel video sette ore di unicottero su youtube)
- 2024 – Lanzarote il gatto con le ruote
- 2025 – L'alfabeto del cibo ABCIBO

## Doppiaggio

### Serie animate
- Over the Garden Wall - Avventura nella foresta dei misteri - Wirt, Greg.

## Filmografia

### Regia
- La mosca più grande del mondo (Prime Video, 2021)[23]

## Videoclip
- Lo Stato Sociale, Questo è un grande Paese (2014)
- Elio e le Storie Tese, Luigi il pugilista (2014)
- Lo Stato Sociale e Sio, L'invenzione dei piedi (2015)
- Elio e le Storie Tese, Il primo giorno di scuola (2015)
- Lo Stato Sociale, Sono così indie (pedalò version) (2018)

## Premi
- 2015: Premio Rapalloonia PAChenTO della Mostra internazionale dei cartoonists alla Giovane promessa del fumetto
- 2017: Premio Boscarato del Treviso Comic Book Festival al Miglior fumetto per bambini/ragazzi per Ridi Paperoga
- 2018: Premio Attilio Micheluzzi del Napoli Comicon al Miglior fumetto per ragazzi per Dragor Boh. L'alieno venuto dallo spazio
- 2019: Premio Gran Giunigi del Lucca Comics & Games al Miglior fumetto per giovani lettori per Storiemigranti
- 2020: Premio Romics al Miglior Libro per ragazzi per Storiemigranti
- 2021: Premio Gran Giunigi del Lucca Comics & Games alla Miglior iniziativa editoriale per Scottecs Megazine, Shonen Ciao ed Evviva!